# Файё
Файё (дат. Fejø) — остров в Дании.
Расположен в Балтийском море, к северу от острова Лолланн. Он занимает площадь 16,00 км². Население острова составляет 460 человек (1 января 2020) которые проживают в двух деревнях: Вестербю и Остербю. Климат умеренный, морской, с мягкой неустойчивой зимой, прохладным летом и растянутыми переходными сезонами.
Близлежащие малые острова: Рогё, Скалё, Фемё, Аксё.

## Топографические карты
- Лист карты N-32-Б. Масштаб: 1 : 500 000.